# Casc d'ullals de senglar
El casc d'ullals de senglar és un tipus casc fet de cuir format per nombrosos ullals de senglar (de vori), utilitzat per l'exèrcit micènic en l'època de la civilització micènica. Per a la confecció de tal casc es necessitaven les dents d'aproximadament 30 a 40 senglars.
A la Ilíada d'Homer un casc d'ullals de senglar és descrit amb detall. Es tractava d'un casc de cuir a l'interior del qual hi havia enganxada una gorra de feltre i, a la part exterior, enganxades i alineades nombroses dents de senglar.
L'any 1960 es va descobrir un casc d'ullals de senglar a la tomba d'un guerrer del segle xv aC al poble grec de Dendra, prop de Micenes. Al costat de la placa d'armadura més antiga coneguda es van trobar les restes d'un casc que havia estat reforçat amb dents de senglar i posseïa peces de protecció de galtes fetes de bronze.